# Suaeda paulayana
Suaeda paulayana är en amarantväxtart som beskrevs av Friedrich Vierhapper. Suaeda paulayana ingår i släktet saltörter, och familjen amarantväxter. Inga underarter finns listade i Catalogue of Life.